# Алонсо, Мауро
Мауро Лукас дос Сантос Алонсо (порт. Mauro Lucas dos Santos Alonso; род. 12 августа 1988, Сан-Карлус, Сан-Паулу) — бразильский футболист, полузащитник.

## Клубная карьера
С 2005 по 2010 год выступал в Бразилии за клубы из низших дивизионов.
Летом 2010 года Алонсо перешёл в белорусский клуб «БАТЭ». В клубе провёл 3 матча, завоевал титул чемпиона Белоруссии. Зимой 2011 года перешёл в литовский клуб «Экранас». С паневежиским клубом бразилец стал чемпионом Литвы, приняв участие в 27 матчах и забив 2 гола. Летом 2011 года в третьем квалификационном раунде Лиги чемпионов по результатам жеребьевки клубу «Экранас» в соперники достался «БАТЭ». Во одном из моментов ответного матча Мауро Алонсо забрал мяч у соотечественника, Ренана Брессана, тем самым заставил его сфолить и получить вторую жёлтую карточку, а следом и красную. Но по сумме двух встреч дальше прошёл белорусский клуб. В следующем году выступал в румынском клубе «Брашов». В 2013 году играл в ливийском «Аль-Иттихад» и болгарском «Любимец 2007». В 2015 году перешёл в португальский клуб «Фамаликан», за который дебютировал 24 мая в матче против «Салгейруша», выйдя на замену. В следующем сезоне Мауро сыграл за «Фамаликан» 17 матчей и забил 2 гола во второй лиге Португалии.

## Достижения
БАТЭ
- Чемпион Белоруссии: 2010

«Экранас»
- Чемпион Литвы: 2011